# Atac als titans
Atac als titans (進撃の巨人, Shingeki no Kyojin, lit. 'Tità d'avançament'), és una sèrie manga japonesa escrita i il·lustrada per Hajime Isayama. La sèrie va començar a publicar-se al Bessatsu Shōnen Magazine de Kodansha el 9 de setembre de 2009 i va finalitzar el 9 d'abril de 2021, recollida en 34 volums tankōbon. Està ambientada en un món en què la humanitat viu en ciutats envoltades d'enormes murs que els protegeixen dels titans, criatures humanoides gegants que s'alimenten de persones.
Atac als titans ha estat un èxit comercial i de crítica. A setembre de 2022, s'havien venut més de 110 milions de còpies del manga arreu del món, cosa que el converteix en un dels mangues més venuts. El manga va sortir a la venda en català per primer cop el 22 de novembre de 2023.
L'adaptació d'anime ha estat ben rebuda per la crítica, que ha lloat l'argument, l'animació, la música i el doblatge de les tres primeres temporades. A més del Japó, la sèrie ha guanyat popularitat als països asiàtics veïns; algunes interpretacions polítiques han provocat controvèrsia a la Xina i a Corea del Sud.

## Argument
Més de 100 anys abans de l'inici de la història, van aparèixer unes criatures gegants d'aspecte humà anomenades titans (巨人, kyojin) que van devorar persones massivament sense cap raó. El que resta de la humanitat viu ara dins de tres muralles de 50 metres d'alçada: l'exterior és el mur Maria (ウォール・マリア, Wōru Maria); la del mig, el mur Rose (ウォール・ローゼ, Wōru Rōze), i la més interior, el mur Sina (ウォール・シーナ, Wōru Shīna). Dins d'aquests murs, la humanitat ha viscut en una pau relativa durant cent anys, i molts dels habitants no han vist mai cap tità. Tot canvia quan un tità de 60 metres d'alçada apareix misteriosament i travessa el mur exterior del districte de Shiganshina, una població envoltada per part del mur Maria. D'aquesta manera, entren titans i envaeixen el districte. Al mateix temps, apareix un tità blindat que enderroca la porta del mur Maria. La humanitat és forçada a abandonar la terra entre els murs Maria i Rose, i la població ha de ser evacuada als districtes interiors. L'allau sobtada d'immigració provoca confusió i fam.
La història se centra en tres joves: Eren Jaeger, la seva germana adoptiva, Mikasa Ackerman, i el seu amic Armin Arlelt, tots tres habitants de Shiganshina obligats a fugir després de la invasió. Després que un tità devori la seva mare, Eren, amb ganes de venjança, s'allista a l'exèrcit per combatre els titans, juntament amb la Mikasa i l'Armin.

## Personatges
Eren Jaeger (エレン・イェーガー, Eren Yēgā)
Veu: Yuki Kaji  (japonès)
És el protagonista de la història i prové del barri de Shiganshina. La seva mare és devorada per un gegant després que el gegant colossal creï una bretxa a les parets, permetent així als gegants entrar al districte de Shiganshina i provocar el pànic. El seu objectiu és exterminar tots els gegants, venjar la raça humana. És impulsiu, violent i idealista.
Mikasa Ackerman (ミカサ・アッカーマン, Mikasa Akkāman)
Veu: Yui Ishikawa  (japonès)
És la germana adoptiva d'Eren. Després de la mort dels seus pares, assassinats per alguns traficants d'éssers humans, la nena s'ha tornat especialment freda. Està molt lligada a l'Eren, que la va salvar i li va donar un motiu per tornar a viure, així que sempre porta la bufanda vermella que li va regalar. És increïblement hàbil en el combat i es considera una guerrera d'elit. De fet, en el seu curs de formació de cadets, immediatament va ser reconeguda com una de les millors estudiants de la història, ocupant la primera posició del diploma de cadet.
Armin Arlelt (アルミン・アルレルト, Arumin Arureruto)
Veu: Marina Inoue  (japonès)
És amic d'Eren i Mikasa. És dèbil físicament i psicològicament, però molt intel·ligent, de fet es convertirà en estrateg després d'unir-se a l'exèrcit amb l'Eren i la Mikasa. Sempre es mostra molt poc inclinat a l'enfrontament físic, preferint l'ús de la paraula.

## Titans
Els titans solen tenir una mida d'entre tres i vint metres d'alçada, i en general tenen una forma semblant a la humana amb proporcions diferents. Encara que aparenten no necessitar menjar, instintivament ataquen i mengen humans. Depenen de la llum del sol per a la seva energia i el seu únic punt feble on poden ser vençuts resideix en el seu clatell. Aquests titans són purs, actuen instintivament, però hi ha un altre tipus de titans que són controlats per humans i que tenen intel·ligència i habilitats especials. Hi ha nou i són el tità fundador, el tità d'atac, el tità femella, el tità cuirassat, el tità bèstia, el tità martell de guerra, el tità colossal, el tità mandíbula i el tità de càrrega.

## Producció

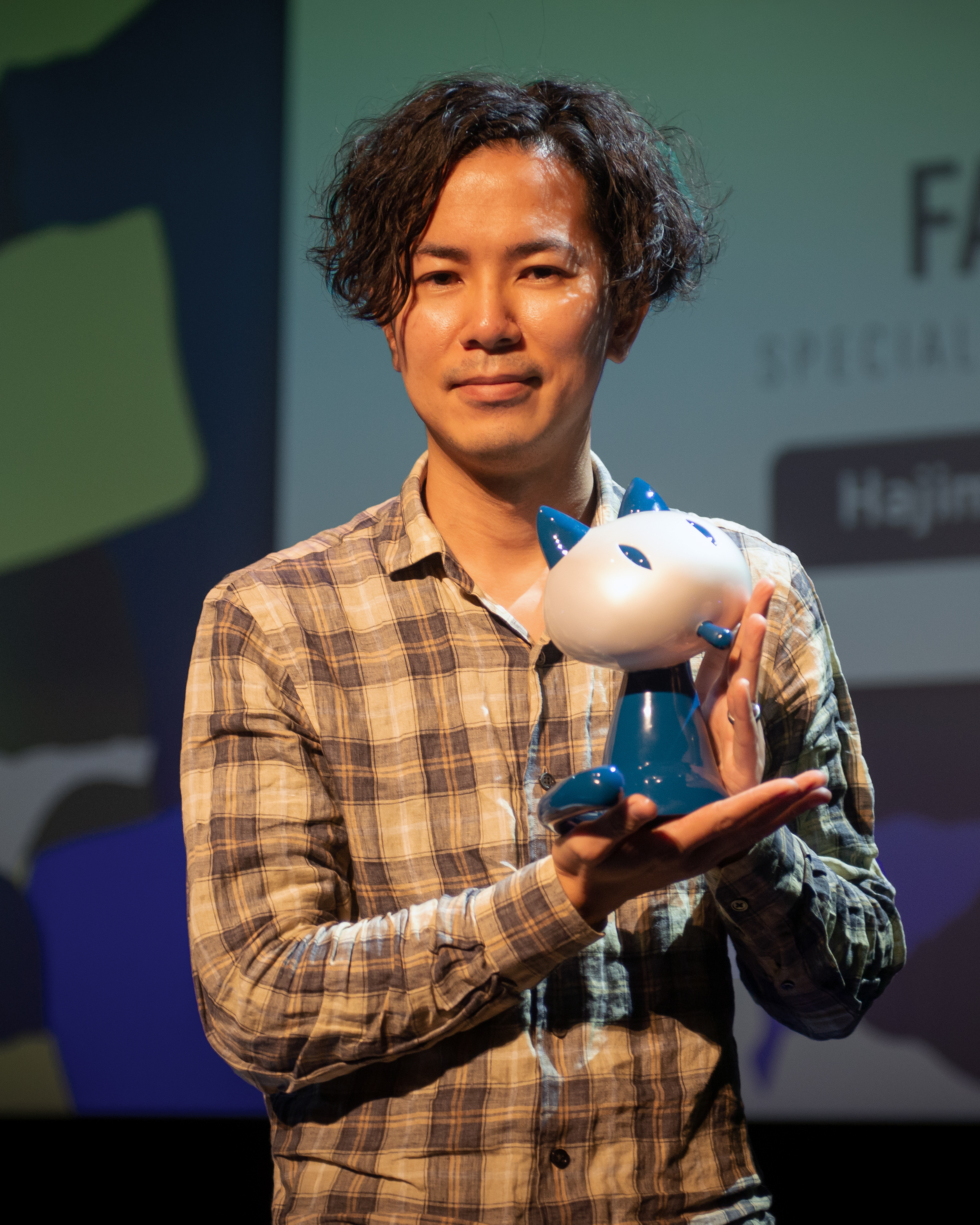
Hajime Isayama

Hajime Isayama va crear un one-shot de 65 pàgines d'Atac als titans el 2006. Originalment, va oferir el seu treball al departament Weekly Shōnen Jump de Shueisha, on l'editor del departament li va demanar que modifiqués alguns detalls de la història i la il·lustració, fet que Isayama va rebutjar. Va ser llavors va portar el manga al departament de la revista Weekly Shōnen Magazine de Kodansha. Abans que comencés la serialització l'any 2009, ja havia pensat en idees pel guió, tot i que es van concretant a mesura que avançava la sèrie. L'autor inicialment va basar l'escenari en la seva ciutat natal, Hita, que està envoltada de muntanyes.
Mentre treballava en un cibercafè, es va trobar amb un client borratxo que el va agafar pel coll. Va ser aquest incident el que li va mostrar "la por de conèixer una persona amb qui no puc comunicar-me", que és la sensació que es transmet a través dels titans. A l'hora de dissenyar les aparicions dels titans, utilitza diversos models com l'artista marcial Yushin Okami per a la forma titan d'Eren Yeager, així com Brock Lesnar per a l'Armored Titan. George Wada, el productor de l'anime, va afirmar que el Mur de la Por estava influenciat per la naturalesa aïllada i tancada de la cultura japonesa. També va dir que els sentiments interiors de cada individu és un dels temes principals de la sèrie. Isayama després confirmaria que Atac als titans es va inspirar en part en Muv-Luv Alternative, la segona novel·la visual de la sèrie de novel·les visuals Muv-Luv. Isayama també va assenyalar que la seva imatge de titans carnívors es va inspirar en Gyaos de la franquícia Gamera, La batalla dels simis gegants, la Mona Lisa devoradora d'homes de la sèrie Jigoku Sensei Nūbē i els dinosaures de la sèrie Parc Juràssic.
Isayama va estimar la seva distribució temporal per cada capitol seria d'una setmana per pensar el guió i tres per dibuixar-lo. La història es va planificar per endavant, fins i tot marcant en quins volums recollits es revelaria una "veritat" específica. El setembre de 2013, va declarar que tenia com a objectiu acabar la sèrie en 20 volums tankobons. Originalment, va planejar donar a la sèrie una conclusió tràgica similar a la de l'adaptació cinematogràfica de The Mist de Stephen King, on tots els personatges moren. La resposta positiva al manga i l'anime va fer que l'autor considerés canviar el final a causa de l'impacte que podria tenir en els fans. El novembre de 2018, el programa documental japonès Jōnetsu Tairiku va emetre un episodi sobre les lluites d'Isayama per completar el manga, en el qual va confirmar que Atac als titans havia entrat al seu arc final. El desembre de 2019, va dir que tenia previst acabar el manga el 2020. El juny de 2020, va declarar que només quedava un 5% del manga, i esperava acabar-lo l'any vinent, tancant la història original de la sèrie per portar finalment la trama a la seva conclusió. Al novembre de 2020, va declarar que el manga estava entre un 1% i un 2% de la finalització, i va declarar que tenia previst acabar-lo el mateix any. El gener de 2021, es va anunciar que la sèrie s'acabaria després d'una publicació d'onze anys el 9 d'abril de 2021.

## Mèdia

### Manga
La sèrie va començar a publicar-se en la revista mensual de Kodansha Bessatsu Shōnen Magazine el setembre del 2009 i va finalitzar després d'onze anys el 9 d'abril de 2021 amb el 139è capítol. El primer volum tankōbon es va publicar el 17 de març del 2010. El novembre del 2014, el manga havia imprès 45 milions de còpies, i el setembre del 2016 la xifra havia pujat a 60 milions. La primera impressió del dotzè volum va ser de 2,2 milions de còpies, cosa que va convertir Atac als titans en una de les dues sèries que havia tingut una primera edició de més de dos milions de còpies, juntament amb One Piece. El volum 13 és el que ha tingut la primera edició amb més tirada: 2.750.000 còpies.
El 23 de juny de 2023, Norma Editorial va anunciar que treuria a la venda el manga en català amb el títol d'Atac als titans, amb previsió de publicar-lo el setembre del mateix any. Finalment, es va publicar el 22 de novembre de 2023 en una edició 3 en 1.
Atac als titans té una sèrie derivada anomenada Shingeki! Kyojin Chūgakkō (進撃！巨人中学校) escrita per Saki Nakagawa. Va començar a publicar-se a la Bessatsu Shōnen Magazine el maig del 2012. Segueix els protagonistes mentre combaten contra els titans a la vegada que estudien a l'institut. D'altra banda, es van publicar tres novel·les lleugeres escrites per Ryō Suzukaze amb el títol de Shingeki no Kyojin: Before the Fall que serveixen de preqüela de la sèrie principal.
Hajime Isayama va crear un one-shot de 65 pàgines d'Atac als titans el 2006. En una entrevista a NHK el 2018, Isayama va explicar que es va inspirar en la seva ciutat natal, Hita, a la prefectura d'Ōita, tot preguntant-se si hi havia monstres més enllà de les muralles que l'envolten. En un principi, va oferir l'obra a la Weekly Shōnen Jump, on el van aconsellar de modificar-ne l'estil i la història perquè fos més apropiada a l'estil de la revista. Ho va rebutjar i l'oferí a la Weekly Shōnen Magazine. Mentre treballava en un cibercafè, Isayama va topar amb un client que el va agafar pel coll de la camisa. Aquest incident li mostrà "la por de trobar-se una persona amb qui no em puc comunicar", que és la sensació que transmet a través dels titans.
Isayama mentre publicava el manga treballava en cicles mensuals, en què dedicava una setmana a l'storyboard i tres setmanes a dibuixar un capítol. La història l'havia planificada prèviament. El setembre del 2013 va dir que volia acabar la sèrie al cap de 20 volums, tot i que al final en van ser 34. En un principi, Isayama volia que la història tingués un final tràgic semblant a l'adaptació cinematogràfica del llibre de Stephen King The Mist, en què moren tots els personatges. Tanmateix, la gran rebuda del manga i de l'anime va fer que es plantegés canviar el final per l'impacte que podria tenir en els seguidors.

### Anime
Entre el 7 d'abril i el 29 de setembre del 2013 es va emetre la primera temporada de l'adaptació en anime de la sèrie, produïda per Wit Studio i dirigida per Tetsurō Araki. La sèrie de televisió es va estrenar a Mainichi Broadcasting System. La primera temporada es va resumir en dues pel·lícules: Attack on Titan – Part 1: Crimson Bow and Arrow (「進撃の巨人」前編～紅蓮の弓矢～ Shingeki no Kyojin Zenpen ~Guren no Yumiya~), corresponent als primers 13 episodis, i Attack on Titan – Part 2: Wings of Freedom (「進撃の巨人」後編～自由の翼～ Shingeki no Kyojin Kōhen ~Jiyū no Tsubasa~), que resumia els 12 restants. Es van estrenar respectivament el 22 de novembre del 2014 i el 27 de juny del 2015.
La segona temporada, de 12 episodis, es va emetre entre l'1 d'abril i el 17 de juny del 2017. La tercera es va dividir en dues parts: la primera, de 12 episodis, es va emetre del 23 de juliol al 15 d'octubre del 2018, i la segona, de 10 episodis, del 29 d'abril a l'1 de juliol del 2019. La quarta i última temporada es va començar a emetre el 7 de desembre de 2020, i la seva segona part es va començar a emetre el 10 de gener de 2022 i va acabar el 4 d'abril del mateix any. Una tercera i última part s'emetrà en dues meitats; la primera meitat, un especial d'una hora, es va estrenar el 4 de març de 2023. En aquesta temporada l'anime va canviar d'estudi i va ser animat per MAPPA.

### Videojocs
- Hi ha hagut quatre adaptacions de videojocs desenvolupades per personal de Nitroplus en col·laboració amb Production I.G.[51] Nitroplus va aclarir que l'estudi com a empresa no estava involucrat en els jocs de disc Blu-ray, tot i que els empleats ho van desmentir de forma individual. Els jocs són novel·les visuals i es van incloure a les primeres còpies del tercer i sisè volum de l'anime en format Blu-ray Disc. Els jocs cobreixen històries derivades sobre els personatges. Isayama va supervisar el desenvolupament dels jocs.[52]
- Un joc d'acció, titulat Attack on Titan: Humanity in Chains, va ser desenvolupat per Spike Chunsoft per a Nintendo 3DS i es va llançar al Japó el 5 de desembre de 2013, a Amèrica del Nord el 12 de maig de 2015 i a Europa el 2 de juliol de 2015.[53][54][55]
- Un altre joc, Attack on Titan, per a PlayStation 4, PlayStation 3 i PlayStation Vita, publicat per Koei Tecmo i desenvolupat per Omega Force, es va anunciar a la Gamescom 2015.[56][57] Va ser llançat el 18 de febrer de 2016 al Japó.[58][59] Més tard es va confirmar que es llançaria a tot el món juntament amb versions per a PC i Xbox One.[60]
- Capcom va anunciar que estaven desenvolupant un joc arcade anomenat Shingeki no Kyojin: Team Battle,[61] però el joc es va cancel·lar el 2018.
- Un videojoc per a iOS i Android, titulat Attack on Titan: Howl Toward Freedom, els jugadors juguen com un personatge que ha estat exiliat del mur Rose. Hhan de construir i fortificar una ciutat fora de la muralla i ampliar-la mitjançant la fabricació d'articles, així com l'ús de titans i l'explotació dels recursos d'altres jugadors.[62]

## Recepció

### Vendes
L'editor del manga, Kodansha, atribueix a Atac als titans el primer augment d'ingressos de la companyia en divuit anys. S'observa que l'adaptació d'anime ha ajudat a augmentar les vendes de la sèrie de manga, mentre que Mainichi Shimbun la va anomenar un "èxit d'una vegada cada dècada". L'abril de 2014, Oricon va informar que s'havien venut 30 milions de volums de la sèrie. Al novembre de 2014, el manga tenia 45 milions de còpies impresas. Al novembre de 2018, el manga tenia més de 86 milions de còpies en circulació a tot el món. Al desembre de 2019, el nombre havia augmentat fins als 100 milions. Al setembre de 2022, el manga tenia més de 110 milions de còpies en circulació. Al setembre de 2023, tenia més de 120 milions de còpies en circulació. Al novembre de 2023, tenia més de 140 milions de còpies en circulació. Basat en una enquesta del 16 de desembre de 2023 realitzada per Nikkei Entertainment, la base de fans d'Atac als titans al Japó té una edat mitjana de 33 anys i una proporció entre homes i dones que esbiaixeix 40:60.
El dotzè volum recollit de la sèrie va rebre una primera impressió de 2,2 milions de còpies, fet que va convertir Atac als titans en una de les tres sèries de manga que mai van obtenir una impressió inicial superior als 2 milions, les altres eren One Piece i Guardians de la nit. El volum 13 va tenir la primera impressió inicial més alta d'una sèrie fins aquella data. Atac als titans va ser el segon manga més venut del 2013, amb 15.933.801 còpies. A la primera meitat de 2014 va encapçalar la llista, posant fi als cinc anys de regnat de One Piece com la sèrie més venuda en aquell període. Isayama sorprès, va escriure una carta agraint als lectors. A finals d'any, va ser el segon manga més venut amb 11.728.368 còpies. El 2015, la sèrie va vendre 8,7 milions de còpies, ocupant el tercer lloc de l'any i 6,5 milions de còpies el 2016 ocupant la quarta posició. També va ser el segon manga més venut del 2017, amb 6,6 milions de còpies venudes. Va ser la quarta sèrie de manga més venuda durant la primera meitat del 2021 amb més de 4 milions de còpies venudes, mentre que el seu trenta-tercer volum va ser el 22è volum de manga més venut. Va ser el quart manga més venut l'any 2021, amb més de 7,3 milions de còpies, mentre que el seu trenta-tresè volum va ser el 26è volum de manga més venut.

### Crítica
Molts han analitzat la sèrie com a representant de "la desesperança que senten els joves de la societat actual". L'escriptor Mao Yamawaki la va anomenar una "història de maduració del joves en el seu nucli", amb un nou misteri a cada episodi. Són aquests misteris que el crític Tomofusa Kure va dir que amplien les expectatives dels lectors. L'art del manga ha estat criticat com a bàsic per alguns crítics, i el mateix Isayama admet que els seus dibuixos són "aficionats". Tanmateix, aquests mateixos crítics van afirmar que després d'anys de serialització, l'art ha anat millorant, i Kure creu que si les il·lustracions haguessin estat "refinades", no hauria transmès la "estranyesa" que és una característica clau de l'obra.
La sèrie ha guanyat també popularitat a països asiàtics veïns. Per exemple, la portada d'un diari gratuït de Hong Kong anomenat am730 el 27 de maig de 2013 que tractava sobre la popularitat de la sèrie a la Xina i Taiwan. També ha rebut crítiques: la revista sud-coreana Electronic Times acusà Atac als titans de tenir un missatge militarista que serveix les inclinacions polítiques del Primer Ministre del Japó Shinzō Abe; mentre que la sèrie ha sigut interpretada pels joves de Hong Kong que veien els Titans invasors com una metàfora de la Xina. Un comentarista de mitjans de comunicació de Hong Kong anomenat Wong Yeung-tat elogià l'estil de l'autor i la versatilitat de l'ambientació, la qual permet distintes interpretacions. L'any 2013, després que mitjans de comunicació enllaçaren a una publicació datada el 2010 del blog de l'autor on indicava que el personatge Dot Pixis fou basat en el general del Japó Imperial anomenat Akiyama Yoshifuru, una reacció negativa sobre les accions empreses pel tal general consistí en algunes amenaces de mort a l'autor que es creu que foren escrites per natius de països asiàtics veïns perquè contenien errors gramaticals als escrits japonesos.
Algunes interpretacions crítiques d'Atac als titans destaquen les característiques compartides per la raça dels eldians i el poble jueu, assenyalant la seva persecució per part dels marleians com a paral·lela a la persecució jueva de l'Alemanya nazi. Això ha donat lloc a acusacions i teories d'antisemitisme i apologia del feixisme contra la sèrie i el seu autor, Isayama, incloses les afirmacions que Isayama promou el nacionalisme i la teoria de la dominació global jueva. No obstant això, arguments oposats han afirmat que, tot i que els eldians comparteixen aalgunes característiques amb el poble jueu, estan pensats perquè els lectors simpatitzin amb més que no pas ser retratats com a malvats, a més es detaquen els arguments en contra del racisme i el feixisme. L'any 2020, Shaan Amin, escrivint per a The New Republic, va identificar l'obra com la preferid de les comunitats d'internet de dreta alternativa i nacionalistes blancs, alhora que va assenyalar que la gent tendeix a "interpretar les històries per trobar els missatges que ells volen".

### Premis
Atac als titans va ser una de les obres recomanades pel jurat de la Divisió de Manga a les entregues 14a i 15a dels Premis Festival d'art del Japó del 2010 i del 2011, respectivament. L'edició de 2011 de Kono Manga ga Sugoi!, que enquesten professionals de la indústria del manga, va nomenar Atac als titans com la millor de manga per a lectors masculins. L'edició de 2012 la va nomenar la vuitena millor, mentre que l'edició de 2014 la va nomenar la sisena millor. La sèrie va guanyar el "Shōnen Tournament 2013" de la redacció del lloc web francès Manga-News. A la llista "Llibre de l'any" de la revista Da Vinci de Kadokawa Media Factory, el manga va encapçalar la llista durant dos anys consecutius el 2013 i el 2014. El 2019, Comic Book Resources va etiquetar Atac als titans com el millor manga de la dècada de 2010. A l'enquesta Manga Sōsenkyo 2021 de TV Asahi, en la qual 150.000 persones van votar per les 100 millors sèries de manga, va ocupar el sisè lloc. L'Associació de serveis de biblioteques per a joves adults dels Estats Units va nomenar el manga com una de les seves "Grans novel·les gràfiques per a adolescents" del 2013. L'any 2021, el volum a gran escala Attack on Titan for Giants va batre el Guinness World Records del "comic més gran publicat", que abans tenia Turma da Mônica.

#### Premis i nominacions
| Any  | Premi                           | Categoria                                     | Resultat  | Ref.            |
| ---- | ------------------------------- | --------------------------------------------- | --------- | --------------- |
| 2011 | 35è Premi Kodonsha              | Millor manga shonen                           | Guanyador | [ 110 ]         |
| 2011 | 4è Manga Taishō                 | Millor manga                                  | Nominat   | [ 111 ]         |
| 2012 | 16è Premi Cultural Tezuka Osamu | Gran Premi                                    | Nominat   | [ 112 ]         |
| 2013 | 20è Anime & Manga Grand Prix    | Millor manga de l'esperança                   | Guanyador | [ 113 ]         |
| 2013 | 19è Saló del Manga de Barcelona | Millor manga shonen                           | Guanyador | [ 114 ]         |
| 2013 | 6è Bros Comic Award             | Gran Premi                                    | Guanyador | [ 115 ] [ 116 ] |
| 2014 | 18è Premi Cultural Tezuka Osamu | Gran Premi                                    | Nominat   | [ 117 ]         |
| 2014 | 21è Anime & Manga Grand Prix    | Millor mangas                                 | Guanyador | [ 118 ]         |
| 2014 | Premis E-Book                   | Gran premi                                    | Guanyador | [ 119 ]         |
| 2014 | Premis E-Book                   | Categoria còmic                               | Guanyador | [ 119 ]         |
| 2014 | 17pe Premis Attilio Micheluzzi  | Millor sèrie estrangera                       | Guanyador | [ 120 ]         |
| 2014 | Premis Eagle                    | Manga preferit                                | Guanyador | [ 121 ]         |
| 2014 | 27è Premis Harvey               | Millor edició americana de material estranger | Guanyador | [ 122 ]         |
| 2014 | Premis Pochi                    | Millor manga internacional                    | Guanyador | [ 123 ]         |
| 2014 | 20è Saló del Manga de Barcelona | Millor manga shonen                           | Guanyador | [ 124 ]         |
| 2014 | Premis NEO                      | Millor manga                                  | Guanyador | [ 125 ] [ 126 ] |
| 2015 | 1er Premis Japonsos Sugoi       | Millor manga                                  | Guanyador | [ 127 ]         |
| 2015 | 11è Premis AnimaniA             | Millor manga internacional                    | Guanyador | [ 128 ]         |
| 2015 | Premis Goodreads Choice         | Millor còmic i novela gràfica                 | Tercer    | [ 129 ]         |
| 2021 | 27è Saló del Manga de Barcelona | Millor manga shonen                           | Nominat   | [ 130 ]         |
| 2022 | Premis Babelio                  | Millor manga                                  | Nominat   | [ 131 ]         |
| 2022 | 53è Premis Seiun                | Millor còmic                                  | Nominat   | [ 132 ]         |

## En la cultura popular
Atac als titans ha estat representada a la cultura popular popular, incloent anuncis comercials de Subaru, Snickers i Wonda Coffee. Els seus personatges s'han fet referència a les sèries d'animació com Els Simpson i The Amazing World of Gumball, així com el drama coreà The Idle Mermaid i a la marca de moda de l'estrella de rock japonesa Yoshiki Yoshikimono. Abans de l'inici del joc dels San Diego Padres i els Dodgers de Los Angeles celebrat el 5 de juliol de 2019, la mascota del Tità colossal va fer una aparició i va realitzar el primer llançament cerimonial abans de fer una sessió fotogràfica amb el llançador dels Dodgers Kenta Maeda, que lluitava amb el Tità colossal.